# Chuck Hogan
Pour les articles homonymes, voir Hogan.
Œuvres principales
- Série La Lignée
- Série Les Dossiers Blackwood
- Le Prince des braqueurs

Chuck Hogan, né le 4 août 1967 à Canton, dans le Massachusetts, est un écrivain et scénariste américain, spécialisé dans le roman policier, la science-fiction et la littérature d'horreur.

## Biographie
Originaire de Canton, dans la banlieue de Boston, il fait des études supérieures au Boston College. Il abandonne un emploi dans un club vidéo pour se lancer dans l'écriture de son premier roman, Face à Face (The Standoff), paru en 1995.
Son roman Le Prince des braqueurs (Prince of Thieves), publié aux États-Unis en 2004, se déroule dans le quartier de Charlestown à Boston, dans son État natal du Massachusetts. Ce roman policier, qui appartient au sous-genre du thriller, remporte le prix Hammett 2005 et est considéré comme l'un des meilleurs romans de l'année par Stephen King. Ben Affleck adapte l'ouvrage pour le film The Town, sorti en 2010 au cinéma.
Sa notoriété s'accroît davantage lorsqu'il s'associe au réalisateur-scénariste mexicain Guillermo del Toro pour développer une trilogie littéraire mettant en scène des vampires, qui s'amorce avec La Lignée (The Strain) en 2009. Les deux hommes adaptent ensuite cette trilogie pour la télévision : dès 2014, la série The Strain est diffusée aux États-Unis sur la chaîne FX.
Il écrit ensuite son premier scénario pour le cinéma, 13 Hours: The Secret Soldiers of Benghazi, réalisé par Michael Bay et prévu pour 2016. Il adapte ici l'ouvrage du même nom de Mitchell Zuckoff qui revient sur l'attaque à Benghazi de bases américaines le 11 septembre 2012.

## Œuvres

### SérieLa Lignée
Cette série est coécrite avec Guillermo del Toro.
1. La Lignée, Presses de la Cité, 2009 ((en) The Strain, William Morrow and Company, 2009), trad. Hélène Collon  (ISBN 978-2-258-08074-4)Réédition, Pocket no 14364, 2010 (ISBN 978-2-266-20277-0)
2. La Chute, Presses de la Cité, 2010 ((en) The Fall, Harper & Row, 2010), trad. Éric Moreau et Jean-Baptiste Bernet  (ISBN 978-2-258-08075-1)Réédition, Pocket no 14365, 2011 (ISBN 978-2-266-20278-7)
3. La Nuit éternelle, Presses de la Cité, 2011 ((en) The Night Eternal, William Morrow and Company, 2011), trad. Éric Moreau et Jean-Baptiste Bernet  (ISBN 978-2-258-08076-8)Réédition, Pocket no 14366, 2011 (ISBN 978-2-266-20279-4)

### SérieLes Dossiers Blackwood
Cette série est coécrite avec Guillermo del Toro.
1. Les Avides, Pygmalion, 2021 ((en) The Hollow Ones, Grand Central Publishing, 2020), trad. Agnès Espenan  (ISBN 978-2-08-151617-5)

### Romans indépendants
- Face à Face, Albin Michel, coll. « Spécial Suspense », 1997 ((en) The Standoff, 1995), trad. Alain Defossé  (ISBN 2-226-08598-X)
- (en) The Blood Artists, 1998
- Le Prince des braqueurs, Seuil, coll. « Thriller », 2007 ((en) Prince of Thieves, 2004), trad. Étienne Menanteau  (ISBN 978-2-02-088211-8)Réédition, Points, coll. « Thriller » no 2179, 2009 (ISBN 978-2-7578-1398-0) ; réédition sous le titre The Town, Points coll. « Thriller » no 2179, 2010 (ISBN 978-2-7578-2154-1)
- La Lune des morts, Seuil, coll. « Thriller », 2009 ((en) The Killing Moon, 2007), trad. Hubert Galle  (ISBN 978-2-02-096783-9)
- Tueurs en exil, Calmann-Lévy, coll. « Robert Pépin présente », 2011 ((en) The Devils In Exile, 2010), trad. Jean-François Le Ruyet  (ISBN 978-2-7021-4249-3)Réédition, Le Livre de poche, coll. « Policier » no 33526, 2014 (ISBN 978-2-253-16483-8)
- Gangland, Calmann-Lévy, 2024 ((en) Gangland, 2022)[4]

## Filmographie

### Adaptations de ses œuvres
- 2010 : The Town, film américain réalisé et interprété par Ben Affleck, adaptation par Peter Craig du roman Le Prince des braqueurs (Prince of Thieves), avec Rebecca Hall, Jon Hamm et Jeremy Renner
- 2014-2017 : The Strain, série télévisée américaine créée par Guillermo del Toro et Chuck Hogan, d'après la trilogie homonyme, avec Corey Stoll, David Bradley et Mía Maestro

### En tant que scénariste
- 2016 : 13 Hours (13 Hours: The Secret Soldiers of Benghazi), film américain réalisé par Michael Bay, sur un scénario original de Chuck Hogan, avec Toby Stephens, John Krasinski et Freddie Stroma

### En tant que producteur
- 2014-2017 : The Strain (producteur délégué)

## Prix et nominations

### Prix
- Prix Hammett 2004 pour Prince of Thieves[5]

### Nominations
- Prix Edgar-Allan-Poe 2023 du meilleur roman pour Gangland[6]